# Rachel Ames
Rachel Ames (nacida Rachel Kay Foulger; 2 de noviembre de 1929) es una actriz estadounidense. Es conocida por interpretar el papel de Audrey Hardy en la telenovela de la ABC Daytime General Hospital (de 1964 a 2007, con apariciones en 2009, 2013 y 2015). En su última aparición en la serie, el papel de Ames en GH como Audrey era el más longevo y el que más veces había aparecido, con más de 50 años de duración y tres nominaciones a los premios Daytime Emmy. Recibió el Daytime Emmy Lifetime Achievement Award en 2004. Ames también interpretó el papel de Audrey en Port Charles, una serie derivada de General Hospital, de 1997 a 1998.

## Primeros años
Ames nació como Rachel Kay Foulger en Portland, Oregón. hija de la actriz (y más tarde profesora universitaria de arte dramático) Dorothy Adams y del actor Byron Foulger. Tiene una hermana menor, nacida en 1942. Por vía paterna, es descendiente de ingleses, la cuarta generación de inmigrantes ingleses procedentes de Norfolk, que se establecieron en la zona de Salt Lake City.
Ames pasó sus primeros años de vida en Portland, pero su familia se trasladó a California para que sus padres pudieran trabajar, actuar y enseñar en el Pasadena Playhouse. Se graduó en la Escuela Preparatoria University y más tarde se matriculó en la Universidad de California, Los Ángeles, donde su madre era profesora en el departamento de arte dramático de la universidad. Ames actuó en producciones teatrales durante el instituto y la universidad. Abandonó la UCLA al cabo de dieciocho meses, cuando firmó un contrato cinematográfico con Paramount Pictures.

## Carrera

### 1949-1954: Inicios

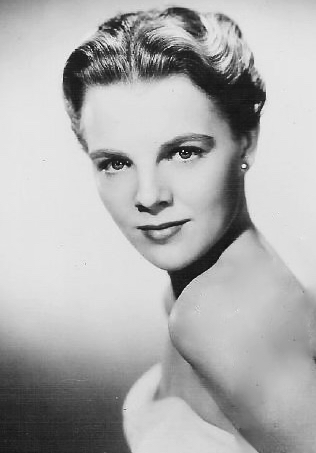
Rachel Ames 1954

En 1949, Ames debutó como actriz profesional en Pilgrimage Play. Actuó junto a sus padres en One Foot in Heaven, en el Pasadena Playhouse. y en producciones de Broadway Jones, The Circle, y King of Hearts, en el mismo teatro. También actuó con su padre en Cradle Song. Otros créditos teatrales de Ames incluyen The Immortalist, Mary Rose, y Golden Boy.
Pasó al cine con el nombre artístico de Judith Ames. Tuvo un contrato con Paramount Pictures durante tres años a principios de la década de 1950. Su primer largometraje fue When Worlds Collide (1951), un thriller de ciencia ficción basado en la novela homónima de 1933. Interpretó el papel de Julie Cummings. Ese mismo año, apareció en Toast to Our Brother, un cortometraje que documentaba la vida de fraternidad en la UCLA, donde ella estudiaba en aquel momento.[cita requerida]
Tuvo un papel no acreditado en la película de cine negro The Turning Point (1952). También tuvo un papel no acreditado como la Sra. Kirk en la película wéstern Arrowhead (1953), coprotagonizada por Charlton Heston. Al año siguiente, tuvo un papel secundario como Betsy Williams en la película de comedia wéstern Ricochet Romance (1954).

### 1954-1964: Televisión
A mediados de la década de 1950, Ames comenzó a aparecer en televisión (todavía con el nombre artístico de Judith Ames). De 1954 a 1957, actuó como estrella invitada en The Public Defender, I Led 3 Lives, Science Fiction Theatre, The Millionaire, Alfred Hitchcock Presents, You Are There, Highway Patrol, Broken Arrow, The Loretta Young Show, Cavalcade of America, General Electric Theater, Tales of Wells Fargo y The Californians. Hizo un breve regreso al cine, interpretando a Marion Erschick en Western Oregon Passage (1957).
De 1958 a 1959, Ames actuó como estrella invitada en Telephone Time, Trackdown, Perry Mason, Man Without a Gun, Lassie, Dick Powell's Zane Grey Theatre, Wagon Train, Westinghouse Desilu Playhouse, Cimarron City y Wanted Dead or Alive. En su único papel regular en televisión de máxima audiencia, Ames interpretó a la mujer policía Sandy McAllister en The Lineup en la temporada final de la serie en 1959.
Interpretó a Alice Hainline en la película wéstern Gunfighters of Abilene (1960), coprotagonizada por Buster Crabbe y Barton MacLane. Ames actuó como invitada en Thriller, Laramie, Stagecoach West, Whispering Smith, 77 Sunset Strip, The Andy Griffith Show, The Fugitive, Arrest and Trial y Ben Casey.

### 1964-2015: General Hospital

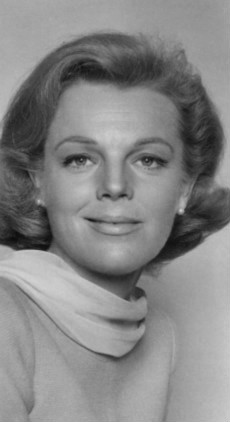
Ames como Audrey March en General Hospital, 1973

El 23 de febrero de 1964, Ames debutó en la telenovela diurna de la ABC General Hospital, interpretando a Audrey Hardy (entonces conocida como Audrey March). Ames fue contratada inicialmente sólo para trece semanas porque Audrey se estaba muriendo de un linfoma. Su actuación fue bien recibida por los productores de la serie y la enfermedad acabó olvidándose. El papel de Ames se convirtió en el más largo de la historia de la cadena, con cinco décadas de duración. El personaje, una enfermera titulada, formó pareja sentimental con el doctor Steve Hardy (John Beradino). Cuando Audrey y Steve se casaron, el padre de Ames, Byron Foulger, interpretó al sacerdote que ofició la ceremonia.
Durante su estancia en General Hospital, Ames tuvo un papel no acreditado como enfermera del Dr. Parkington en la película de suspense Daddy's Gone A-Hunting (1969), coprotagonizada por su esposo, Barry Cahill. Ese mismo año, actuó como estrella invitada en Ironside y The Virginian.
En 1974, Ames fue nominada a un	premio Daytime Emmy a la mejor actriz en la dramática serie de televisión por su trabajo en General Hospital. En 1975 volvió a ser nominada en la misma categoría. En 1979, fue nominada a un Daytime Emmy Award for Outstanding Supporting Actress in a Drama Series.
En 1997, apareció como Audrey Hardy en el preestreno especial de dos horas en horario de máxima audiencia de la ABC de una nueva telenovela diurna, Port Charles, un spin-off de General Hospital. Ames tuvo un papel recurrente como Audrey en Port Charles de 1997 a 1998.
Su contrato no fue renovado para General Hospital en 2003, pero siguió apareciendo como personaje recurrente. En 2004, Ames fue galardonada con el Lifetime Achievement Award en la 31st ceremonia de los premios Daytime Emmy en el Radio City Music Hall de Nueva York. En 2007, Ames se retiró de General Hospital después de 43 años. Volvió a aparecer como Audrey el 20 de octubre de 2009, tras dos años de ausencia.
Ames regresó a General Hospital para el 50th aniversario de la serie el 29 de marzo de 2013. Volvió a interpretar el papel de Audrey durante un episodio el 30 de octubre de 2015.

## Vida personal
Ames se casó con Jack Genung el 31 de enero de 1952 en Los Ángeles. Tuvieron una hija.[cita requerida]
Se casó con su segundo esposo, el actor de origen canadiense Barry Cahill, en junio de 1968. Tuvieron una hija y dos nietos. Cahill falleció en abril de 2012. Llevaban 42 años casados.

## Filmografía

### Cine
| Año  | Título                 | Papel                        | Notas                                    |
| ---- | ---------------------- | ---------------------------- | ---------------------------------------- |
| 1951 | When Worlds Collide    | Julie Cummings               | Acreditada como Judith Ames              |
| 1951 | Toast to Our Brother   |                              | Cortometraje Acreditada como Judith Ames |
| 1952 | The Turning Point      | Chica                        | Sin acreditar                            |
| 1953 | Arrowhead              | Mrs. Kirk                    | Sin acreditar                            |
| 1954 | Ricochet Romance       | Betsy Williams               | Acreditada como Judith Ames              |
| 1957 | Oregon Passage         | Marion Erschick              | Acreditada como Judith Ames              |
| 1960 | Gunfighters of Abilene | Alice Hainline               | Acreditada como Judith Ames              |
| 1969 | Daddy's Gone-A-Hunting | enfermera del Dr. Parkington | Sin acreditar                            |

### Televisión
| Año                               | Título                            | Papel                           | Notas                                                                                       |
| --------------------------------- | --------------------------------- | ------------------------------- | ------------------------------------------------------------------------------------------- |
| 1954                              | Your Favorite Story               | Lucy Kilgore                    | Episodio: "The Crime" Acreditada como Judith Ames                                           |
| 1954                              | The Public Defender               | Shirley Selvey                  | Episodio: "The Do-Gooder" Acreditada como Judith Ames                                       |
| 1954                              | City Detective                    | June                            | Episodio: "Her Sister's Keeper" Acreditada como Judith Ames                                 |
| 1954; 1955                        | I Led 3 Lives                     | Comrade Jeanette; Margaret      | Episodios: "Love Story", "Second Courier" Acreditada como Judith Ames                       |
| 1955                              | Soldiers of Fortune               | Ellen Thayer                    | Episodio: "The Black Scarab" Acreditada como Judith Ames                                    |
| 1955                              | The Pepsi-Cola Playhouse          |                                 | Episodio: "I'll Be Waiting" Acreditada como Judith Ames                                     |
| 1955–1957                         | Science Fiction Theatre           | Various                         | 6 episodios Acreditada como Judith Ames                                                     |
| 1955; 1958                        | NBC Matinee Theater               |                                 | Episodios: "The Shot", "Found Money" Acreditada como Judith Ames                            |
| 1955; 1960                        | The Millionaire                   | Georgette French; Jessica March | Episodios: "The Cobb Marley Story", "Millionaire Jessica March" Acreditada como Judith Ames |
| 1956                              | Alfred Hitchcock Presents         | Laura                           | Episodio: "The Hidden Thing" Acreditada como Judith Ames                                    |
| 1956                              | Dr. Christian                     | Julie                           | Episodio: "Insurance Policy"                                                                |
| 1956                              | You Are There                     | Mrs. Fowler                     | Episodio: "V-J Day (September 2, 1945)" Acreditada como Judith Ames                         |
| 1956                              | Highway Patrol                    | Anne Reynolds                   | Episodio: "Scared Cop" Acreditada como Judith Ames                                          |
| 1956                              | Studio 57                         | Jenny; Janet                    | Episodios: "The Black Road", "Out of Sight" Acreditada como Judith Ames                     |
| 1956                              | Broken Arrow                      | Terry Wilson                    | Episodio: "The Mail Riders" Acreditada como Judith Ames                                     |
| 1956                              | The Loretta Young Show            | Alice Fuller; Nurse Holste      | Episodios: "The Years Between", "Three and Two, Please" Acreditada como Judith Ames         |
| 1956; 1957                        | Crossroads                        | Mrs. Edith Brissie; Marian      | 3 episodios                                                                                 |
| 1956; 1959                        | State Trooper                     | Various                         | 3 episodios                                                                                 |
| 1957                              | Cavalcade of America              | Carol                           | Episodio: "The House of Empty Rooms" Acreditada como Judith Ames                            |
| 1957                              | Whirlybirds                       | Eve Douglas                     | Episodio: "Lynch Mob" Acreditada como Judith Ames                                           |
| 1957                              | General Electric Theater          | Mary; Edie Duncan               | Episodios: "No Skin Off Me", "Too Good with a Gun" Acreditada como Judith Ames              |
| 1957                              | Code 3                            | Maggie Porter                   | Episodio: "The Bite" Acreditada como Judith Ames                                            |
| 1957; 1958                        | Tales of Wells Fargo              | Ellen Craig; Maude Kimball      | Episodios: "A Time to Kill", "Special Delivery" Acreditada como Judith Ames                 |
| 1957; 1959                        | The Californians                  | Ann Sloan; Madge Dorsett        | Episodios: "The Avenger", "A Turn in the Trail" Acreditada como Judith Ames                 |
| 1958                              | Meet McGraw                       | Sue Walters                     | Episodio: "Time for Dying" Acreditada como Judith Ames                                      |
| 1958                              | Telephone Time                    | Joan Yedor                      | Episodio: "The Checkered Flag" Acreditada como Judith Ames                                  |
| 1958                              | Trackdown                         | Jenny Krail; Melinda Curry      | Episodios: "The Farrand Story", "The House" Acreditada como Judith Ames                     |
| 1958                              | M Squad                           | Greta Loder                     | Episodio: "The Fight" Acreditada como Judith Ames                                           |
| 1958                              | Mickey Spillane's Mike Hammer     | Mrs. Armstrong                  | Episodio: "For Sale, Deathbed, Used" Acreditada como Judith Ames                            |
| 1958                              | Perry Mason                       | Marian Shaw                     | Episodio: "The Case of the Black-Eyed Blonde" Acreditada como Judith Ames                   |
| 1958                              | Man Without a Gun                 |                                 | Episodio: "The Last Bullet"                                                                 |
| 1958                              | The Silent Service                | Jeanne McFarland                | Episodio: "The Sandshark Story" Acreditada como Judith Ames                                 |
| 1958                              | Lassie                            | Mrs. Bridell                    | Episodio: "Lassie's Decision" Acreditada como Judith Ames                                   |
| 1958                              | Colgate Theatre                   | Alice Beekman                   | Episodios: "The Last Marshal", "If You Knew Tomorrow" Acreditada como Judith Ames           |
| 1958                              | Dick Powell's Zane Grey Theatre   | Martha Bream; Ellen Larkin      | Episodios: "The Stranger", "Homecoming" Acreditada como Judith Ames                         |
| 1958–1960                         | The Life and Legend of Wyatt Earp | Various                         | 3 episodios                                                                                 |
| 1958–1964                         | Wagon Train                       | Various                         | 5 episodios                                                                                 |
| 1959                              | Westinghouse Desilu Playhouse     | Muriel                          | Episodio: "Trial at Devil's Canyon" Acreditada como Judith Ames                             |
| 1959                              | Man with a Camera                 | Lila                            | Episodio: "Mute Evidence" Acreditada como Judith Ames                                       |
| 1959                              | Cimarron City                     | Emily Barton                    | Episodio: "The Unaccepted" Acreditada como Judith Ames                                      |
| 1959                              | Frontier Doctor                   | Nancy Turner                    | Episodio: "The Big Gamblers" Acreditada como Judith Ames                                    |
| 1959                              | Wanted Dead or Alive              | Ellie Morgan; Sarah Buchanan    | Episodios: "The Corner", "Angels of Vengeance" Acreditada como Judith Ames                  |
| 1959                              | Union Pacific                     | Sarah Morgan                    | Episodio: "To the Death" Acreditada como Judith Ames                                        |
| 1959–1960                         | The Lineup                        | Sandy McAllister                | Serie regular, 15 episodios                                                                 |
| 1960                              | Thriller                          | Betty Follett                   | Episodio: "The Mark of the Hand"                                                            |
| 1960                              | Laramie                           | Helen Bentley; Mrs. LuBell      | Episodios: "Cemetery Road", "A Sound of Bells"                                              |
| 1961                              | Stagecoach West                   | Cecilia Barnes                  | Episodio: "The Root of Evil"                                                                |
| 1961                              | Whispering Smith                  | Jodie Tyler                     | Episodio: "The Jodie Tyler Story" Acreditada como Rachel Foulger                            |
| 1962                              | G.E. True                         | Kate                            | Episodio: "Circle of Death"                                                                 |
| 1963                              | 77 Sunset Strip                   | Agnes Hoyt                      | Episodio: "Reunion at Balboa"                                                               |
| 1963                              | The Andy Griffith Show            | Rosemary                        | Episodio: "A Wife for Andy"                                                                 |
| 1963                              | The Bill Dana Show                |                                 | Episodio: "You Gotta Have Heart"                                                            |
| 1963                              | The Fugitive                      | Ann Gerard                      | Episodio: "Never Wave Goodbye: Part 1"                                                      |
| 1964                              | Ben Casey                         | Ethel Beldon                    | Episodio: "I'll Get on My Ice Floe and Wave Goodbye"                                        |
| 1964                              | Arrest and Trial                  | Mrs. Harmon                     | Episodio: "Funny Man with a Monkey"                                                         |
| 1964–2003; 2007, 2009, 2013, 2015 | General Hospital                  | Audrey March Hardy              | Papel contractual: 1964–2003, Papel recurrente y apariciones como invitada: 2007–2015       |
| 1968                              | Off to See the Wizard             | Nellie Malone                   | Episodio: "Mike and the Mermaid"                                                            |
| 1969                              | Ironside                          | Carolyn Channing                | Episodio: "Up, Down and Even"                                                               |
| 1969                              | The Virginian                     | Mary Kinkaid                    | Episodio: "Death Wait"                                                                      |
| 1969                              | This Is the Life                  |                                 | Episodio: "Adrift"                                                                          |
| 1970                              | The Name of the Game              | Mrs. Bailey                     | Episodio: "The Glory Shouter"                                                               |
| 1997–1998                         | Port Charles                      | Audrey March Hardy              | Papel recurrente                                                                            |

## Premios y nominaciones
| Año  | Premio                   | Categoría                                                                 | Trabajos nominados | Resultados | Ref.   |
| ---- | ------------------------ | ------------------------------------------------------------------------- | ------------------ | ---------- | ------ |
| 1974 | 1st Daytime Emmy Awards  | Daytime Emmy Award for Outstanding Lead Actress in a Drama Series         | General Hospital   | Nominada   | [ 23 ] |
| 1975 | 2nd Daytime Emmy Awards  | Daytime Emmy Award for Outstanding Lead Actress in a Drama Series         | General Hospital   | Nominada   | [ 24 ] |
| 1979 | 6th Daytime Emmy Awards  | Premio Daytime Emmy a la mejor actriz en la dramática serie de televisión | General Hospital   | Nominada   | [ 25 ] |
| 2004 | 31st Daytime Emmy Awards | Lifetime Achievement Award                                                |                    | Ganadora   | [ 29 ] |

### Trabajos citados
- Aaker, Everett (2006). Encyclopedia of Early Television Crime Fighters: All Regular Cast Members in American Crime and Mystery Series, 1948-1959. McFarland. p. 13. ISBN 978-0-786-42476-4.
- Onofrio, Jan (1999). Oregon Biographical Dictionary. Somerset Publishers, Inc. ISBN 978-0-403-09841-5.
- Terrace, Vincent (1985). Encyclopedia of Television Series, Pilots and Specials 2. New York Zoetrope. ISBN 9780918432612.
- Vermilye, Jerry (2006). Buster Crabbe: A Biofilmography. McFarland. ISBN 978-0-786-49570-2.